# Roland GR-500
Le  Roland GR-500 est un synthétiseur pour guitare fabriqué par Roland Corporation et FujiGen en 1977. Associé à la guitare Roland GS-500 c’est le premier système pour guitare à générer des sons de synthétiseurs analogique .

## Conception
Le module synthétiseur comprend: Polyensemble, Bass, Solo Synth et External synthesizer control. Une grande partie du filtre de contrôleur de tension et des sections d'amplificateur à tension contrôlée sont basées sur les précédents synthétiseurs analogiques fabriqués par Roland. Les curseurs règlent les sections VCO, VCF, VCA et LFO; il n'y a pas de mémoire pour stocker les paramètres.
Le module de synthé est contrôlé par une guitare, de forme Les Paul, hautement modifiée, la guitare GS-500. Elle est construite en partenariat avec Roland et le grand constructeur de guitares japonais FujiGen. De ce partenariat résulte la firme Fuji Roland Corporation, créée en 1977 grâce à un investissement en capital conjoint. Un logo avec les initiales GR est apposé sur la plaque de tête de la guitare.
Le contrôleur GS-500 utilise un système de captage spécial qui se connecte au module synthétiseur via la propre interface 24 broches de Roland. Les commandes sur la guitare sont principalement destinées à régler le volume relatif des différentes sections: guitare, polyensemble, basse, section solo et synthé externe. La guitare GS-500 n'a pas de sortie guitare standard 1/4 de pouces et ne peut pas être utilisée sans le module synthétiseur GR-500. Elle possède un système de sustain infini particulier : les frettes de la GS-500 sont connectées à la masse électrique, et lorsqu'on frette une corde, un courant électrique passe à travers la corde. Le signal électrique passant à travers la corde est une version grandement amplifiée du signal de la corde détectée par le micro hexaphonique. De gros aimants remplacent le micro manche traditionnel et en raison de la loi de Fleming, le courant électrique alternatif dans la corde traversant le fort champ magnétique fait vibrer la corde et créer une boucle à rétroaction et un sustain infini. La GS-500 utilise un chevalet muni de pontets en plastique pour isoler électriquement chaque corde.